# Bomshel
Bomshel war ein US-amerikanisches weibliches Country-Duo aus Nashville.

## Bandgeschichte
In Tootsie’s Orchid Lounge in der Country-Hauptstadt Nashville machten sich die Sängerin Buffy Lawson und Geigerin Kristy Osmunson Mitte der 2000er einen Namen als Bomshel. Ihr Erfolg verhalf ihnen zu einem Plattenvertrag bei Curb Records. Nach einiger Zeit trennten sich die beiden jedoch und Osmunson führte Bomshel zusammen mit Kelley Shepard weiter. Zusammen nahmen sie 2009 ihr Debütalbum Fight Like a Girl auf. Das Album erreichte Platz 24 der Countrycharts und Platz 87 in den Billboard 200.

## Diskografie
Alben

| Jahr | Titel Musiklabel  | Höchstplatzierung, Gesamtwochen, AuszeichnungChartplatzierungen (Jahr, Titel, Musiklabel, Platzierungen, Wochen, Auszeichnungen, Anmerkungen) | Höchstplatzierung, Gesamtwochen, AuszeichnungChartplatzierungen (Jahr, Titel, Musiklabel, Platzierungen, Wochen, Auszeichnungen, Anmerkungen) | Höchstplatzierung, Gesamtwochen, AuszeichnungChartplatzierungen (Jahr, Titel, Musiklabel, Platzierungen, Wochen, Auszeichnungen, Anmerkungen) | Anmerkungen |
| Jahr | Titel Musiklabel  | DE | US | UK | Anmerkungen |
| ---- | ----------------- | --- | --- | --- | ----------- |
| 2009 | Fight Like a Girl | — | US87 (2 Wo.)US | — |             |

Singles
- 2006: It Was an Absolutely Finger Lickin’, Grits and Chicken, Country Music Love Song
- 2006: Ain’t My Day to Care
- 2007: Bomshel Stomp
- 2007: The Power of One
- 2008: Just This Way
- 2008: Cheater, Cheater
- 2009: Fight Like a Girl
- 2009: 19 and Crazy
- 2010: Just Fine
- 2011: HalleluY'all